# Kazimierz Pawlikowski

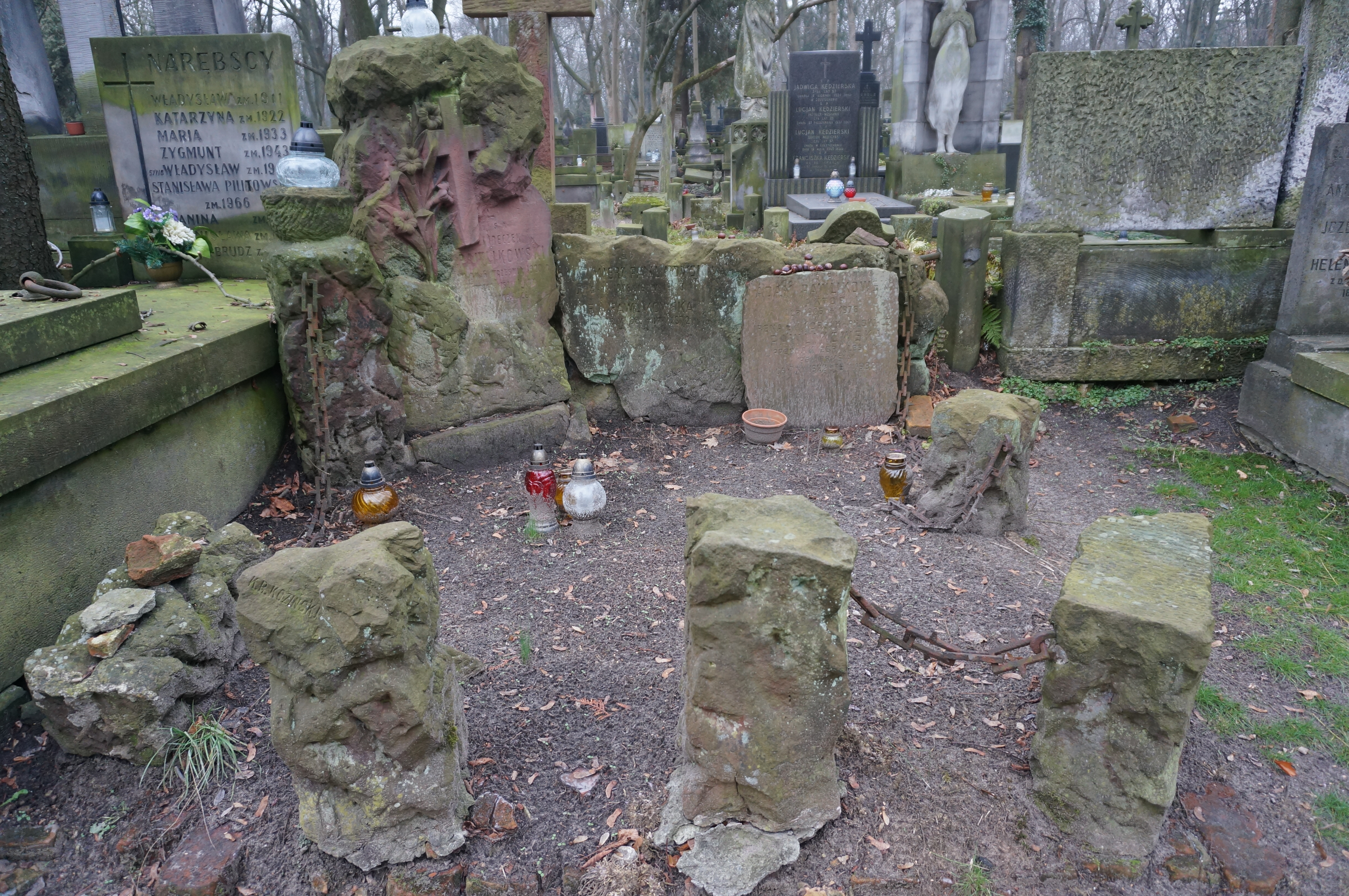
Grób Kazimierza Pawlikowskiego na cmentarzu Powązkowskim

Kazimierz Konrad Pawlikowski ps. „Jur” (ur. 2 czerwca 1888, zm. 18 kwietnia 1948) – oficer Wojska Polskiego, Armii Krajowej i Korpusu Bezpieczeństwa.

## Życiorys
Urodził się 2 czerwca 1888. Po odzyskaniu przez Polskę niepodległości został przyjęty do Wojska Polskiego. Został awansowany do stopnia porucznika rezerwy artylerii ze starszeństwem z dniem 1 czerwca 1919. W 1923, 1924 był oficerem rezerwowym 5 pułku artylerii ciężkiej w Krakowie. Jako porucznik rezerwy artylerii w 1934 był kadrze korpusu oficerów artylerii w grupie „po ukończeniu 40. roku życia” i pozostawał wówczas w ewidencji Powiatowej Komendy Uzupełnień Warszawa Miasto III.
Podczas II wojny światowej był oficerem Armii Krajowej używając pseudonimu „Jur”. W stopniu majora uczestniczył w powstaniu warszawskim 1944. Służył w szeregach I Obwodu „Radwan” (Śródmieście) Okręgu Warszawa AK oraz w poczcie dowódcy Rejonu „Litwin” (później jako odcinek „Sarna”) batalionu „Sokół” Korpusu Bezpieczeństwa. Po upadku powstania był wzięty do niewoli przez Niemców.
Zmarł 18 kwietnia 1948. Został pochowany na cmentarzu Powązkowskim w Warszawie (kwatera H-1-14/15). Jego żoną była Zofia (1888-1972).